# Gazeta Podkarpacka
Gazeta Podkarpacka – czasopismo polityczne i ekonomiczne wydawane w Stanisławowie, wychodzące w 1875 roku jako dwutygodnik. Ogółem ukazało się 77 numerów "Gazety Podkarpackiej".